# ジョーイ・バロン

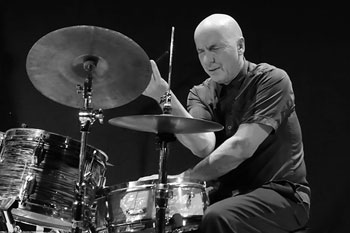
デンマークで演奏するジョーイ・バロン（2014年）

ジョーイ・バロン（Joey Baron、1955年6月26日 - ）は、ビル・フリゼールやジョン・ゾーンとの活動で知られるアメリカ合衆国ヴァージニア州出身のアヴァンギャルド・ジャズ・ドラマー。

## 来歴
バロンは1955年6月26日、バージニア州リッチモンド生まれ。9歳のとき、独学でドラムの演奏方法を学んだ。10代で、ロック・バンドやディキシーランド・ジャズのグループで演奏した。高校卒業後、バークリー音楽大学に進学、1年間を過ごした。1970年代初めにロサンゼルスへ移り、カーメン・マクレエやアル・ジャロウと演奏するプロのキャリアをスタートした。バロンはフリーランスのドラマー、セッション・ミュージシャンとして、チェット・ベイカー 、スタン・ゲッツ、ディジー・ガレスピー、ハンプトン・ホーズらと活動した。
1982年にニューヨークに移ると、ギタリスト、ビル・フリゼールと活動を共にするようになり、彼の音楽キャリアの中で頻繁に一緒に演奏することとなる。また、レッド・ロドニー、フレッド・ハーシュ、エンリコ・ピエラヌンツィ、マーク・ジョンソンのグループで演奏するようになった。1980年代後半に入り、ニッティング・ファクトリーで定期的に演奏し始め、アヴァンギャルド・ジャズ・シーンで大きなポジションを占めるようになると、歌手のローリー・アンダーソンと一緒に録音したり、ジョン・ゾーンとの長い付き合いが始まったりした。数年間、彼はゾーンのプロジェクト、ネイキッド・シティとマサダに参加した。
バロンはデヴィッド・ボウイのアルバム『アウトサイド』（1995年）に貢献した。ボウイは、後にバロンを絶賛した。「メトロノームが恐怖で揺れ出すほどに、彼の演奏はとても安定しているんだ」。

## ディスコグラフィ

### リーダー・アルバム
- 『タング・イン・グルーヴ』 - Tongue in Groove (1992年、JMT Productions)
- RAIsedpleasuredot (1993年、New World)
- 『クラックショット』 - Crackshot (1995年、Avant) ※ジョーイ・バロンズ・バロンダウン名義
- Down Home (1997年、Intuition)
- We'll Soon Find Out (1999年、Intuition)
- Beyond (2001年、Auditorium Edizioni)
- Conversations (2010年、ArtistShare) ※ジム・ホールと共同名義
- Venice, dal vivo (2010年、D'Autres Cordes)
- Just Listen (2013年、Relative Pitch)
- Live! (2017年、Intakt) ※with イレーネ・シュヴァイツァー
- Now You Hear Me (2018年、Intakt) ※with ロビン・シュルコウスキー